# Maria Cecília Geyer
Maria Cecília Soares de Sampaio Geyer (Rio de Janeiro, 4 de dezembro de 1922 – 6 de junho de 2014) foi uma empresária e colecionadora de arte brasileira. Casada com o empresário Paulo Geyer, dono do conglomerado petroquímico Unipar que morreu em 5 de novembro de 2004, Maria Cecília curou uma das maiores coleções privadas de arte do Brasil.

## Família
Filha de Alberto Soares de Sampaio e Francisca Lopez de Almeida. Seu pai foi empresário com investimentos em vários setores da economia, com destaque para as empresas Refinaria de Exploração de Petróleo União S.A. (década de 1950), da UNIPAR – União das Indústrias Petroquímicas S.A. (1969) e Petroquímica União (década de 1970), a primeira petroquímica do Brasil. 
Maria Cecília, quando jovem, costumava ir a Petrópolis onde se hospedava na casa de seu bisavô, o engenheiro João Teixeira Soares, responsável por grandes obras, como a ferrovia Curitiba-Paranaguá. Nesse período, conheceu Paulo Fontainha Geyer, com quem viria a se casar em maio de 1946. Dessa união que perdurou até o falecimento de Paulo, em 5 de novembro de 2004,  nasceram os filhos do casal: Vera, Joanita, Cecília, Alberto e Maria. 
Maria Cecilia teve cinco filhos e 16 netos. Entre os netos está Frank Geyer Abubakir, atual presidente do Conselho de Administração da Unipar Carbocloro.

## Os negócios da família
Maria Cecília não desempenhou apenas as atividades relacionadas à educação dos filhos e eventos sociais. Ela também acompanhava as decisões sobre os negócios da família e em alguns períodos assumiu posição no Conselho de Administração da UNIPAR – União das Indústrias Petroquímicas S.A., com destaque para duas ocasiões. A primeira, quando do falecimento de  seu pai, em 1977, Maria Cecília ingressou no Conselho, onde permaneceu por três anos, sempre presente nas principais decisões.
Anos mais tarde, entre os anos de 1998 e 2001, com os problemas de saúde enfrentados por seu marido Paulo Geyer, Maria Cecília atuou de forma mais efetiva como vice-presidente do Conselho, que na presidência contava com o seu filho, Alberto Soares de Sampaio Geyer. Nessa época, a UNIPAR encaminhava o projeto de instalação da empresa Rio Polímeros, o primeiro complexo gás-químico no Brasil a utilizar derivados de gás natural como matéria-prima.

## Arte com legado
Em abril de 1999, o casal doou a sua coleção de mais de três mil livros, 1,5 mil pinturas e centenas de móveis, louças, objetos de decoração e peças de prataria, avaliada em cerca de quinze milhões de reais, ao Museu Imperial de Petrópolis, no Rio de Janeiro.
A doação foi maior da história da arte brasileira e incluiu uma propriedade de vinte mil metros quadrados que foi a residência do casal no Rio de Janeiro, um casarão do século XVIII localizada aos pés da estátua do Cristo Redentor, no bairro do Cosme Velho, onde Maria Cecília permaneceu até seu falecimento, em 6 de junho de 2014. 
Por essa iniciativa, Paulo Geyer e Maria Cecília Geyer receberam várias homenagens em 1999. O Prêmio Rodrigo Melo Franco de Andrade, instituído pelo governo do Brasil e promovido pelo Instituto do Patrimônio Histórico e Artístico Nacional, foi outorgado ao casal, na Categoria Apoio Institucional e Financeiro. O presidente da república, Fernando Henrique Cardoso e o Ministro da Cultura, Francisco Weffort, entregaram a Ordem do Mérito Cultural ao casal, que ao deixar um legado inestimável à sociedade brasileira, perpetuou o nome Geyer no cenário cultural do Brasil.

### Coleção Geyer
Conhecida como “Coleção Geyer”, é um dos maiores conjuntos de desenhos, pinturas, gravuras, mapas, álbuns e livros de viagem sobre o Brasil, produzidos por artistas estrangeiros, cientistas, exploradores e viajantes entre os séculos XVI e XIX. Os Geyer iniciaram a coleção nos anos 1970 ao adquirir a casa e todas as obras nela contidas do empresário e colecionador Alberto Lee. A partir desse momento decidiram investir para ampliar a coleção.
Em abril de 2014 a “Coleção Geyer” foi tombada pelo Instituto de Patrimônio Histórico e Artístico Nacional (Iphan). Com isso, a coleção tornou-se Patrimônio Cultural do Brasil.
A residência encontra-se em fase de adaptação para transformar-se em espaço de visitação pública.